# Johann Sebastian Bach – A cinque cordes
Johann Sebastian Bach: a cinque cordes – album z autorskimi transkrypcjami dzieł Bacha na wiolonczelę piccolo i klawesyn, wydany w 2013 r. przez Musicon (numer katalogowy MCD 053). Utwory wykonują: Teresa Kamińska na pięciostrunowej wiolonczeli piccolo i Marek Toporowski na klawesynie. Płyta uzyskała nominację do nagrody Fryderyka 2014 w kategorii muzyki poważnej - Album Roku: Muzyka Dawna i Barokowa.

## Lista utworów
- 1-5. Partita h-moll BWV 997
- 6-10. Partita a-moll BWV 1013
- 11-14. Sonata D-dur BWV 1028
- 15-17. Sonata g-moll BWV 527